# Neocodia
Neocodia là một chi bướm đêm thuộc họ Noctuidae.